# Andrzej Dąmbski (zm. 1734)
Andrzej Dąmbski herbu Godziemba (zm. 1734) – kasztelan i wojewoda brzesko-kujawski.
Był członkiem  konfederacji sandomierskiej 1704 roku. Jako poseł województwa inowrocławskiego był uczestnikiem Walnej Rady Warszawskiej 1710 roku. W czasie elekcji 1733 roku jako deputat podpisał pacta conventa Stanisława Leszczyńskiego. 

## Rodzina
Rodzina pieczętowała się herbem Godziemba. Przyszły kasztelan urodził się w rodzinie Jana Stanisława (zm. 1687), kasztelana konarsko-kujawskiego i Anny Miaskowskiej, córki Wojciecha, kasztelana santockiego. Był prawnukiem Andrzeja Dąmbskiego (zm. 1617), kasztelana konarsko-kujawskiego oraz Wacława Leszczyńskiego (zm. 1628), kasztelana kaliskiego, wojewody kaliskiego i marszałka wielkiego koronnego.
Poślubił Katarzynę Krąkowską, córkę Wojciecha (1650–1717), kasztelana krzywińskiego. Z małżeństwa urodziły się dzieci: Marcjanna, późniejsza żona Józefa Kretkowskiego, kasztelana kowalskiego; Maria, żona Jacka Leżeńskiego, starosty rzeszelskiego, następnie Plichty, starosty gostyńskiego. Do synów należeli: Paweł  Dąmbski (zm. 1783), kasztelana brzesko-kujawskego; Kazimierz Józef Dąmbski (1701–1765), wojewoda sieradzki; Antoni, starosta kleszczelowski i brzeski, łowczy poznański; Józef Wojciech Dąmbski (1713–1778), kasztelan kowalski.

## Pełnione urzędy
Początkowo poseł na sejm, podpisał elekcję Augusta II Mocnego w 1697 roku. W roku 1700 został chorążym brzesko-kujawskim. W dwa lata później 1702 mianowany został starostą nakielskim, następnie kleszczelowskim (1709). Był konsyliarzem województwa brzeskokujawskiego w konfederacji sandomierskiej 1704 roku. W karierze wojskowej doszedł do rangi pułkownika dragonów (1712). Od 1714 roku na urzędzie podkomorzego brzeskiego. Z tego urzędu otrzymał nominację na urząd kasztelana brzeskokujawskiego 20 września 1715 roku. Urząd kasztelana brzesko-kujawskiego pełnił przez 11 lat. W 1718 roku został wyznaczony senatorem rezydentem. Od 1726 roku sprawował urząd wojewody brzesko-kujawskiego. Był członkiem konfederacji generalnej zawiązanej 27 kwietnia 1733 roku na sejmie konwokacyjnym.

## Dobra majątkowe
W 1718 roku nabył dobra majątkowe Śmiłowice i Nakonowo, które w 1734 roku odsprzedał synowi Józefowi Wojciechowi. Dobra majątkowe ziemskie: Dąbie i Borucino sprzedał w 1692 roku Zygmuntowi Dąmbskiemu, wojewodzie brzesko-kujawskiemu. W swych dobrach majątkowych posiadał także: Siewiersko, Sieroszewo, Kuźnice, Brzezie, Ustronie, Drzebielewo oraz Smulsk. 
W polityce stronnik Stanisława Leszczyńskiego, z którym był spokrewniony przez swą babkę Barbarę Leszczyńska. W metrykach koronnych tytułowany hrabią.